# تاريخ بايثون

Old Python logo, 1990-2006

شعار بايثون الجديد، 2006 إلى الوقت الحاضر

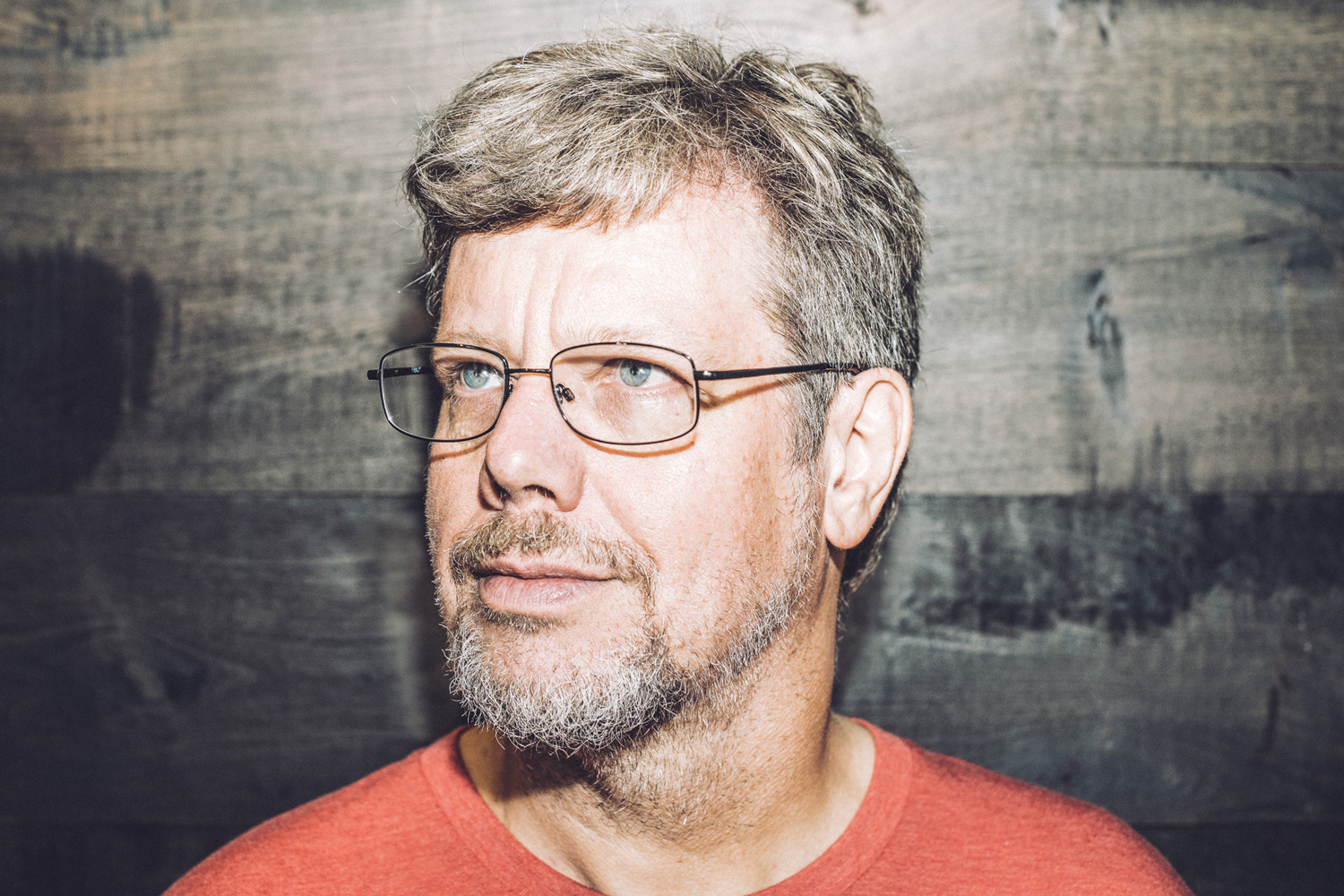
جويدو فان روسوم في عام 2014

تم تصميم لغة البرمجة بايثون في أواخر الثمانينيات،  وبدأ تنفيذها في ديسمبر 1989 بواسطة جويدو فان روسوم في CWI في هولندا كخلفية لـ ABC القادرة على التعامل مع الاستثناءات والتفاعل مع نظام التشغيل الأميبا . . فان روسوم هو المؤلف الرئيسي لبايثون، وينعكس دوره المركزي المستمر في تحديد اتجاه بايثون في العنوان الذي أعطاه له مجتمع بايثون، الدكتاتور الخيري من أجل الحياة (BDFL) . (ومع ذلك، تنحى فان روسوم عن منصبه كزعيم في 12 يوليو 2018. ). تمت تسمية بايثون على اسم برنامج تلفزيون بي بي سي مونتي بايثون الطائر .
تم إصدار Python 2.0 في 16 أكتوبر 2000، مع العديد من الميزات الرئيسية الجديدة، بما في ذلك أداة تجميع البيانات المهملة التي تكتشف الدورة (بالإضافة إلى عد المراجع ) لإدارة الذاكرة ودعم Unicode . ومع ذلك، فإن التغيير الأكثر أهمية كان في عملية التنمية نفسها، مع التحول إلى عملية أكثر شفافية ومدعومة من المجتمع.
تم إصدار Python 3.0، وهو إصدار رئيسي غير متوافق مع الإصدارات السابقة، في 3 ديسمبر 2008  بعد فترة طويلة من الاختبار. تم أيضًا نقل العديد من ميزاته الرئيسية إلى الإصدارين 2.6 و2.7 المتوافقين مع الإصدارات السابقة، على الرغم من عدم دعمهما الآن.